# عهدنامه ۱۹۸۱ الجزایر
بیانیه‌های الجزایر (به انگلیسی: Algiers Accords) قراردادی است که با میانجیگری کشور الجزایر، میان نمایندگان ایران و ایالات متحده آمریکا در ۱۹ ژانویه ۱۹۸۱ به امضا رسید و به واقعه تصرف و گروگانگیری سفارت آمریکا در تهران پایان داد.
به موجب این بیانیه بنا بود بسیاری از محدودیت‌های ایجاد شده از سوی آمریکا منتفی شود اما این امر شامل تحریم‌های اعمال شده نظامی و ارسال تسلیحات به ایران نمی‌شد و به مفاد خود این بیانیه نیز از سوی آمریکا عمل نشد. این بیانیه‌ها در بر گیرندهٔ ۲ اعلامیه دولت الجزایر که یکی مربوط به آزادی گروگان‌های آمریکایی در تهران و دیگری مربوط به حل و فصل دعوی قضایی این دو کشور از طریق ایجاد نهادی به نام دیوان داوری دعاوی ایران و آمریکا، می‌باشد.

## پیشینه
پس از اشغال سفارت آمریکا در تهران به دست گروه موسوم به دانشجویان مسلمان پیرو خط امام، ایالات متحده آمریکا روابط دیپلماتیک و اقتصادی با ایران را قطع و اموال و دارایی‌های این کشور را بلوکه کرد. آمریکا همچنین کلیه محموله‌های تسلیحاتی خریداری شده توسط ایران را که قبلاً بهای آن‌ها پرداخت شده بود و هنوز در آمریکا بودند، به این کشور تحویل نداد.
در مرحله بعد، ارتش ایالات متحده آمریکا تصمیم گرفت مستقیماً وارد عمل شود و گروگان‌ها را آزاد کند؛ امّا با شکست عملیات پنجه عقاب این طرح نیز بی‌نتیجه ماند و دولت آمریکا مجبور به امضای توافقی سیاسی شد که قرارداد الجزایر نام گرفت.

## تصمیم‌گیری پیرامون گروگان‌های آمریکایی
چند ماه بعد از افتتاح مجلس شورای اسلامی در خرداد ۱۳۵۹ طی نامه‌ای از سوی خمینی، تصمیم‌گیری پیرامون گروگان‌های آمریکایی به مجلس شورای اسلامی سپرده شد. دولت پروسه اجرایی رسیدن به یک توافقنامه با ایالات متحده آمریکا را برعهده داشت. با توجه به قطع رابطه سیاسی بین دو کشور از سوی آمریکا، دولت الجزایر به عنوان حافظ منافع جمهوری اسلامی ایران واسطه رسیدن به تفاهم نهایی بود.
بهزاد نبوی معاون اجرایی محمدعلی رجایی مدیریت مذاکرات را برعهده داشت.

### دیدگاه نمایندگان مجلس شورای اسلامی دربارهٔ ریاست جمهوری آمریکا
نمایندگان دوره نخست مجلس شورای اسلامی در این‌که نحوه تقابل و حل موضوع گروگان‌ها توسط مجلس در نتیجه انتخابات ریاست‌جمهوری آمریکا تأثیر جدی دارد، اتفاق نظر داشتند، اما در این‌که چگونه باید از این تأثیرگذاری استفاده کرد، به عبارت دیگر این‌که چه نتیجه‌ای در انتخابات آمریکا باید رقم بخورد، دو دیدگاه در مجلس وجود داشت:
1. دیدگاه اول معتقد بود که جیمی کارتر بعد از شکست در عملیات نظامی طبس به دنبال آن است که با رسیدن به تفاهم سیاسی با ایران و آزادی گروگان‌ها قبل از برگزاری نهایی انتخابات ۱۹۸۰ آمریکا برای دور دوم در مسند ریاست‌جمهوری آن کشور بماند. طرفداران این دیدگاه آشکارا اظهار می‌کردند اگر ما به دموکرات‌ها و شخص جیمی کارتر کمک نکنیم، نامزد جمهوری‌خواهان شخصی است به نام رونالد ریگان که خشونت و مواضع افراطی جمهوری‌خواهان علیه ایران را نمایندگی می‌کند و ما باید از روی کار آمدن وی جلوگیری کنیم. نهضت آزادی و اصطلاحاً نمایندگان لیبرال و ملی‌گرا از این نظر حمایت می‌کردند.
2. در مقابل این دیدگاه، جمعی از نمایندگان مجلس که عمدتاً اعضای جوان مجلس در آن زمان بودند که منوچهر متکی نیز جزو آن‌ها بود، با هرگونه کمک به انتخاب دوباره جیمی کارتر به‌شدت مخالف بودند. آن‌ها اعتقاد داشتند که تفاوتی بین دموکرات‌ها و جمهوری‌خواهان در تقابل با نظام جمهوری اسلامی وجود ندارد و ما باید با هر سیاستی که علیه کشورمان طراحی و اجرا می‌شود، مقابله کنیم.[۴]

نمایندگان موافق نظریه اول
کاظم سامی، احمد صدر حاج‌سیدجوادی، محمدعلی هادی، محمد منتظری، هاشم صباغیان، ابراهیم یزدی و اکبر هاشمی رفسنجانی (رئیس مجلس اول) طرف‌دار نظر اول بودند.
روز پنجشنبه ۱۵ آبان ۱۳۵۹ آخرین جلسه علنی مجلس قبل از انتخابات ریاست‌جمهوری آمریکا که قرار بود در روز یکشنبه نهم نوامبر ۱۹۸۰ برگزار شود بود. همه شرایط برای تمام کردن موضوع فراهم شده بود. قرار غیررسمی آن بود که در روز پنجشنبه، بیانیه الجزایر به تصویب نمایندگان مجلس برسد و روز جمعه گروگان‌ها از تهران به پایگاه آمریکایی‌ها در آلمان منتقل شوند و همان روز یا حداکثر روز شنبه، کارتر از گروگان‌های آزاد شده در کاخ سفید استقبال نماید و در حقیقت با این برگ برنده، پیروزی خویش بر رونالد ریگان را قطعی کند. ۲۷ نفر از نمایندگان فراکسیون نانوشته جوانان مجلس در یک هماهنگی، دقایقی قبل از رأی‌گیری، مجلس را ترک کردند. با این آبستراکسیون که برای نخستین بار واقع شد، مجلس از اکثریت افتاد.
هنگام ظهر همان روز طبق آیین‌نامه ختم جلسه علنی اعلام و ادامه بررسی بیانیه الجزایر به جلسه علنی بعد در هفته آینده موکول شد. به‌این ترتیب، کارتر در انتخابات ریاست‌جمهوری ۱۹۸۰ شکست خورد و از معدود روسای جمهور ایالات متحده آمریکا شد که تنها توانست برای یک دوره رئیس‌جمهور باشد.

## مفاد
به موجب بیانیه‌های الجزایر طرفین متعهد گردیدند که:
1. ایران گروگان‌های آمریکایی را آزاد کند.
2. آمریکا در امور داخلی ایران (چه از لحاظ سیاسی و چه نظامی) مداخله نکند.
3. آمریکا فرمان اجرایی ۱۲۱۷۰ و تحریم‌های تجاری و اقتصادی را لغو و دارایی‌های مسدود شدهٔ ایران را آزاد کند.
4. هر دو کشور متعهد شوند که طرح دعاوی قضایی اتباع آن‌ها و دولت‌ها علیه یک‌دیگر، در دادگاه‌ها و نهادهای قضایی بین‌المللی را پایان داده و دعاوی خود را به نهادی موسوم به دیوان داوری دعاوی ایران و آمریکا ارجاع دهند.
5. آمریکا می‌بایست اطمینان دهد که هر گونه تصمیمات دادگاه‌های آمریکا در رابطه با انتقال دارایی‌های محمدرضا شاه و حکومت پیشین ایران را، مستقل از «اصل مصونیت شاه» اجرا خواهد کرد.
6. بدهی‌های ایران به نهادهای آمریکایی پرداخت شود.[۲]

مسؤول آمریکایی مذاکره‌کنندهٔ این قرارداد، قائم مقام وزیر امور خارجه ایالات متحده آمریکا، وارن کریستوفر و نمایندهٔ الجزایر برای میانجیگری، محمد صدیق بن یحیی، وزیر خارجه الجزایر بود. مذاکرات، و امضای این قرارداد نیز، در منزل سفیر ایالات متحده در الجزایر صورت پذیرفت.